# Lengyel férfi kézilabda-válogatott
A lengyel férfi kézilabda-válogatott Lengyelország nemzeti csapata, melyet a Lengyel Kézilabda-szövetség (Lengyelül:Związek Piłki Ręcznej w Polsce) irányít.

## Eredmények nemzetközi tornákon
A válogatott történetének első jelentős sikerét az 1976-os olimpián érte el, amikor is bronzérmet szereztek a montréal-i ötkarikás játékokon. A következő bronzérmüket az 1982-es világbajnokságon nyerték. Ezután be-be jutottak különböző világversenyekre, de igazán meghatározó csapattá a 2000-es évek második felében váltak. Ebből az időszakból magukénak tudhatnak egy ezüstérmet a 2007-es és egy bronzérmet a 2009-es világbajnokságról.

## Érmek
Világbajnokság
- : 2007
- : 1982
- : 2009
- : 2015

Európa-bajnokság
- Még nem szereztek érmet. Legjobb helyezésük egy 4. hely 2010-ből.

Nyári olimpiai játékok
- : 1976

## Szövetségi kapitányok
- Talant Dujsebajev (2016–2017)
- Piotr Przybecki (2017–2019)
- Patryk Rombel (2019–2023)
- Marcin Lijewski (2023–)